# Alchemilla retropilosa
Alchemilla retropilosa é uma espécie de rosácea do gênero Alchemilla, pertencente à família Rosaceae.